# Чикопі (Канзас)
Чикопі (англ. Chicopee) — переписна місцевість (CDP) в США, в окрузі Кроуфорд штату Канзас. Населення — 422 особи (2020).

## Географія
Чикопі розташоване за координатами 37°23′0″ пн. ш. 94°44′36″ зх. д. / 37.38333° пн. ш. 94.74333° зх. д. (37.383408, -94.743453).  За даними Бюро перепису населення США в 2010 році переписна місцевість мала площу 8,30 км², з яких 8,19 км² — суходіл та 0,11 км² — водойми.

## Демографія
Згідно з переписом 2010 року, у переписній місцевості мешкало 408 осіб у 169 домогосподарствах у складі 115 родин. Густота населення становила 49 осіб/км².  Було 188 помешкань (23/км²).
Расовий склад населення:
| - 97,5 % — білих - 0,7 % — чорних або афроамериканців - 0,2 % — вихідців з тихоокеанських островів - 0,2 % — азіатів |

До двох чи більше рас належало 1,0 %. Частка іспаномовних становила 1,7 % від усіх жителів.
За віковим діапазоном населення розподілялося таким чином: 23,0 % — особи молодші 18 років, 59,8 % — особи у віці 18—64 років, 17,2 % — особи у віці 65 років та старші. Медіана віку мешканця становила 44,8 року. На 100 осіб жіночої статі у переписній місцевості припадало 105,0 чоловіків;  на 100 жінок у віці від 18 років та старших — 90,3 чоловіків також старших 18 років.
Середній дохід на одне домашнє господарство  становив 73 015 доларів США (медіана — 56 103), а середній дохід на одну сім'ю — 95 001 долар (медіана — 98 068). За межею бідності перебувало 9,3 % осіб, у тому числі 7,6 % дітей у віці до 18 років та 0,0 % осіб у віці 65 років та старших.
Цивільне працевлаштоване населення становило 327 осіб. Основні галузі зайнятості: освіта, охорона здоров'я та соціальна допомога — 32,4 %, фінанси, страхування та нерухомість — 14,1 %, виробництво — 11,3 %, мистецтво, розваги та відпочинок — 8,6 %.